# Batalla de Naisso
La batalla de Naisso fue un enfrentamiento militar librado en 268 o 269 entre las legiones del Imperio romano y una horda de guerreros godos. El combate terminó en una decisiva victoria de las primeras, que consiguieron detener la invasión germánica.

## Antecedentes
En 267 los hérulos tomaron 500 barcos y devastaron las costas occidentales del mar Negro, luego atacaron sin éxito Bizancio y Cícico hasta que fueron derrotados por la flota romana dirigida por un general llamado Veneriano (quien murió en combate) pero lograron huir al mar Egeo, donde devastaron las islas de Lemnos y Esciros y las ciudades de las costas de Acaya (equivalente al sur de la Grecia actual), como Atenas, Corinto, Argos y Esparta. El historiador griego Publio Herenio Dexipo movilizó una milicia de 2000 atenienses y logró empujar a los invasores al norte donde fueron interceptaron por el emperador Publio Licinio Egnacio Galieno que venía desde Iliria. Los bárbaros intentaron formar una barricada con sus carromatos y huir por las montañas cercanas pero Flavio Marciano se lo impidió. El monarca logró una gran victoria cerca del río Nesto con ayuda de la caballería dálmata. Se reportaron 3000 bárbaros muertos. Posteriormente, el líder de los hérulos, Naulobato, llegó a un acuerdo con los romanos.
En el pasado, se ha llegado a identificar la batalla del Nesto con la de Naisso, pero la erudición moderna ha rechazado este punto de vista. Por el contrario, existe el punto de vista que la victoria de Nesto fue tan decisiva que los esfuerzos de Claudio contra los godos solamente fueron tareas de limpieza. Tras la victoria, Galieno dejó a Marciano encargado de la situación y volvió a Italia rápidamente, con la intención de suprimir una revuelta de su oficial de caballería Manio Acilio Aureolo, quien fue finalmente asesinado por sus soldados. Después que el emperador fue asesinado cerca de Mediolanum por sus altos oficiales, Marco Aurelio Claudio fue proclamado emperador y de inmediato marchó a Roma para asegurar su reinado. Su primera preocupación fueron los alamanes que estaban invadiendo Recia e Italia. Logró vencerlos en el lago Benaco, quedando libre para marchar contra los invasores de los Balcanes.

## Fuerzas enfrentadas

### Bárbaros
Mientras tanto, los bárbaros lanzaron una invasión todavía más grande. Estos atacantes son llamados genéricamente «escitas» por las fuentes antiguas, aunque en realidad era una coalición de godos, hérulos, gépidos y bastarnos que zarpó de la desembocadura del Tyras, unos 2000 a 6000 navíos y 320 000 guerreros, pero probablemente ese número se refiere también a los no combatientes, pues se menciona que los bárbaros venían con sus familias, esclavos y carromatos, lo que significa que no era una partida de saqueo sino un pueblo entero en migración. Es probable que la mayor parte del contingente, sobre todo el no militar, fuera por la costa siguiendo la flota.
Aunque la cifra antigua sea exagerada no dejaba de tratarse de una gran invasión. En las crónicas antiguas, los ejércitos bárbaros solían ser exagerados por un factor de diez, y en este caso específico, el británico Michael Grant rebajó la cifra a 50 000 o más guerreros. En cambio, el historiador alemán Bruno Bleckmann dice que los cronistas sólo siguen la tradición iniciada por Heródoto de exagerar enormemente los contingentes bárbaros. Sin embargo, si se toma como referencia esos enormes números es posible afirmar que los godos podían movilizar ejércitos de 10 000 o más combatientes fácilmente. Historiadores modernos sostienen que las grandes confederaciones de tribus germanas tenían una población promedio de 50 000 a 100 000 personas, mientras que las más pequeñas apenas 25 000. Aproximadamente un quinto serían hombres adultos capaces de luchar.

### Romanos
Se desconoce el tamaño de las fuerzas romanas, pero basándose en la Historia Augusta se sabe que el legado Lucio Domicio Aureliano tenía en la región de Nicópolis un cuerpo que incluía la Legio III Gallica, 300 arqueros itureos, 600 armenios, 150 árabes, 200 sarracenos, 400 auxiliares mesopotámicos, 800 catafractas y 4 unidades de mercenarios germánicos. El historiador británico John White sostiene que el ejército de campaña creado por Galieno, y mantenido por Claudio, se componía de un promedio de 30 000 soldados aproximadamente.

## Batalla
Los godos, hérulos, gépidos y bastarnos saquearon las costas occidentales del mar Negro, incluyendo las ciudades de Tomis, Marcianópolis, Bizancio y Crisópolis. Parte de la flota naufragó por la inexperiencia gótica al enfrentar las poderosas corrientes de Propóntide. Llegaron al Egeo y un destacamento navegó a Creta y Rodas, mientras la fuerza principal estaba a punto de tomar Tesalónica, asediándola largo tiempo, Cízico y Casandrea pero se retiró al saber de la venida de Claudio. En el camino saquearon Doberus (Peonia) y Pelagonia. Parte de sus fuerzas también navegó hacia Atenas pero una flotilla de botes liderada por un tal Cleodemo los rechazó. Un grupo, similar a lo que serían los vikingos, atacaron Éfeso e incendiaron el templo de Artemisa, una de las siete maravillas del mundo antiguo. Muchas ciudades de Panfilia fueron asediadas y muchas islas devastadas, Anjíalos y Nicópolis fueron saqueadas y Macedonia, Epiro, Tesalónica y Grecia ardieron mientras los bárbaros vagaban libremente.
Finalmente, se encontraron con el ejército imperial que venía del norte en Naisso. Perdieron 3000 guerreros en el encuentro preliminar con la caballería dálmata de Aureliano. Luego vino el enfrentamiento principal, que fue muy disputado, así que los romanos fingieron una retirada, atrayendo a los bárbaros a una emboscada donde los masacraron. Una maniobra muy común para la caballería romana. Se dice que 50 000 invasores murieron. La mayoría superviviente se disperso en grupos pequeños, produciéndose muchos combates en Moesia, especialmente alrededor de Marcianópolis. El emperador afirmaba que el campo quedó cubierto de cadáveres y armas, el tren de bagaje fue capturado completamente y tomaron tantas esclavas que dio dos o tres a cada soldado.
Una gran cantidad de godos lograron escapar hacia Macedonia, inicialmente defendiéndose detrás de su laager. Pronto, muchos de ellos y sus animales de carga, angustiados como estaban por el acoso de la caballería romana y la falta de provisiones, murieron de hambre. El ejército romano persiguió metódicamente y rodeó a los supervivientes en los montes Balcanes, donde una epidemia afectó a los godos atrapados. Los romanos asaltaron el laager y se dedicaron a saquearlo, cuando los germánicos contraatacaron los legionarios huyeron, perdiendo 2000 efectivos. Al enterarse de la derrota, el emperador marchó en persona con todo su ejército a seguir las operaciones. Después de una sangrienta pero inconclusa batalla, escaparon, para ser perseguidos hasta su capitulación. Algunos murieron en Tracia y otros en Macedonia, muchos fueron capturados.

## Consecuencias
Los prisioneros fueron admitidos en el ejército o se les dio tierra para cultivar y convertirse en coloni. Los miembros de la flota pirata, después de los ataques fallidos en Creta y Rodas, se retiraron y muchos de ellos sufrieron un final similar. Sin embargo, la plaga también afectó a los romanos perseguidores y al emperador Claudio, que murió en 270 en Sirmium.
El impacto psicológico de esta victoria fue tan fuerte que Claudio llegó a conocer la posteridad como Gothicus Maximus. Sin embargo, a pesar de la devastadora la derrota, no rompió por completo la fuerza militar de las tribus góticas. Además, los problemas con Zenobia en el este y el Imperio galo en el oeste eran tan urgentes que la victoria en Naisso sólo podría servir como un alivio temporal para el atribulado imperio. En 271, Aureliano repelió otra invasión de los carpos y godos, después cruzó el Danubio y dio muerte a Canabaudo y 5000 de sus guerreros, victoria que le valió también el título de Gothicus Maximus. Sin embargo, poco después abandonó la provincia de Dacia al norte del río para racionalizar la defensa del Imperio. Un año más tarde, los godos y carpos intentaron aprovechar esta retirada (por etapas) para invadir el sur dacio (aún no abandonado), pero Aureliano los venció nuevamente y recibió el título de Dacicus Maximus.

## Controversia
Existe una controversia sobre si Galieno pudo haber sido el comandante romano en esta batalla. Lo cierto es que él murió en las afueras de la actual Milán el 26 de septiembre del 268 y la batalla probablemente sucedió al año siguiente. Su sucesor fue adjudicado por la victoria sobre los godos por el Senado, que había sido hostil a Galieno.
Claudio recibió un título muy importante, algo atestiguado desde todas las fuentes, y como Galieno fue rechazado por el Senado y Claudio honrado, esta transferencia no sería posible si Galieno hubiera sido un emperador victorioso. Galieno tuvo victoria menor cerca del río Neso, que a pesar del nombre similar no debe ser confundida con Naisso. También se debe considerar que si Galieno realmente había logrado una gran victoria, la materialización de la conspiración que causó su muerte en Milán hubiera sido muy descabellada. Dentro de esta tesis, la victoria más pequeña Nessus se remonta a 268, Galieno fue asesinado en septiembre de 268, y la victoria en Naisso debe ser trasladado a 269.

### Antiguas
- Amiano Marcelino. Historias. Libro XXXI. Digitalización en Perseus. Basado en traducción latín-inglés por John C. Rolfe, editado por William Heinemann, Cambridge: Harvard University Press, 1940.
- Dexipo. Fragmentos. En tomo I de Historici graeci minores, edición latina de Ludwig August Dindorf, Leipzig, 1870, pp. 165–200.
- Flavio Vopisco. La vida de Aureliano en Historia Augusta. Digitalizado por UChicago. Basado en traducción latín-inglés por David Magie, 1932, Cambridge: Harvard University Press, Volumen III de Loeb Classical Library.
- Jorge Sincelo. Extracto de Cronografía. En tomo III de Corpus Scriptorum Historiae Byzantinae, edición latina por Karl Wilhelm Dindorf, Bonn: E. D. Weberi, 1829.
- Trebelio Polión. Los dos Galieno en Historia Augusta. Digitalizado por UChicago. Basado en traducción latín-inglés por David Magie, 1932, Cambridge: Harvard University Press, Volumen III de Loeb Classical Library.
- Trebelio Polión. Divino Claudio en Historia Augusta. Digitalizado por UChicago. Basado en traducción latín-inglés por David Magie, 1932, Cambridge: Harvard University Press, Volumen III de Loeb Classical Library.
- Zonaras. Epítome de historia. Libro XII. Digitalizado en Books Google.. Basado en traducción griego antiguo-inglés por Thomas M. Banchich & Eugene N. Lane, introducción por T. M. Banchich, Routledge, 2009. ISBN 9781134424733.
- Zósimo. Nueva Historia. Libro I. Digitalizado por Tertullian. Traducción griego antiguo-inglés por autor anónimo, preparado por J. Davis, Londres: W. Green & T. Chaplin, 1814. Véase versión en español basada en introducción, traducción griego antiguo-español y notas por José María Candau Morón, colaboración de Carlos García Gual y José A. Ochoa Anadón, Madrid: Editorial Gredos, 1992.

### Modernas
- Bray, John (1997). Gallienus: A Study in Reformist and Sexual Politics. Wakefield Press. ISBN 1-86254-337-2.
- Bleckmann, Bruno (2012). "Von den Franken zu den Alamannen: Rom und die Germ anen am Vorabend der Völkerwanderung". En Matthias Puhle & Gabriele Köster. Otto der Große und das Römische Reich. Kaisertum von der Antike zum Mittelalter. Ausstellungskatalog. Ratisbona: Schnell & Steiner, pp. 197–203. ISBN 978-3795424916.
- Goldsworthy, Adrian Keith (2009). La caída del Imperio Romano: el ocaso de Occidente. Madrid: La Esfera de los Libros. Traducción inglés-español por Teresa Martín Lorenzo. ISBN 9788497348645.
- Grant, Michel (1984). Gli imperatori romani, storia e segreti. Roma: Newton Compton. ISBN 88-541-0202-4.
- Jones, Michael E. (1998). The End of Roman Britain. Cornell University Press. ISBN 978-0-80148-530-5.
- Maier, Franz Georg (1994). Las Transformaciones del mundo mediterráneo: siglos III-VIII. Madrid: Siglo XXI de España Editores. Traducción alemán-español por Pedro Viadero. ISBN 978-8-43230-067-7.
- Potter, David S. (2004). The Roman Empire at Bay AD 180–395. Routledge. ISBN 0-415-10058-5.
- Southern, Pat (2001). The Roman Empire from Severus to Constantine. Routledge. ISBN 0-415-23943-5.
- Syvänne, Ilkka (2021). Gordian III and Philip the Arab: The Roman Empire at a Crossroads. Pen and Sword Military. ISBN 9781526786784.
- Waters, Matt (2014). Ancient Persia: A Concise History of the Achaemenid Empire, 550–330 BCE. Cambridge University Press. ISBN 9781107652729.
- Watson, Alaric (2003). Aurelian and the Third Century. Routledge. ISBN 0-415-30187-4.
- White, John F. (2005). Restorer of the World: The Roman Emperor Aurelian. Spellmount. ISBN 9781862272507.
- Wolfram, Herwig (1988). History of the Goths. Traducción alemán-inglés por Thomas J. Dunlap, University of California Press. ISBN 0-520-06983-8.

- Datos: Q929265